# Экоршвиль, Жюль
Жюль Арман Жозеф Экоршвиль (фр. Jules Écorcheville; 17 марта 1872, Париж — 19 февраля 1915, Перт-ле-Юрлю, департамент Марна) — французский музыковед
 и коллекционер. Президент Международного музыкального общества (с 1912). Доктор искусствоведения (с 1906). Один из пионеров французского музыковедения.

## Биография
Родился в семье парижского кондитера.
С 1887 по 1890 год обучался в Парижской консерватории у Сезара Франка. До 1894 года изучал филологию в Сорбонне.
В 1904—1905 годах в Лейпциге изучал музыковедение под руководством Хуго Римана, дисциплине, которой он полностью посвятил себя после окончания учёбы.
В 1906 году защитил в Сорбонне диссертацию «Музыкальная эстетика от Люлли до Рамо».
Совместно с Ж. Г. Продоммом и Л. Дорьяком в 1904 году основал французскую секцию Международного музыкального общества и в том же году стал её президентом.
В сентябре 1906 года участвовал в Базеле во втором Конгрессе Международного музыкального общества и предложил основать французский бюллетень Общества.
Ж. Экоршвиль — один из организаторов и редактор музыкального журнала «Bulletin français de la S.I.M» (с 1907 г. — "Mercure musical et Bulletin français de la S.I.M ", с 1908 г. — «SIM bulletin français», с 1909 г. — «Revue musicale SIM»). С журналом сотрудничали его друзья Клод Дебюсси и Морис Равель.
В 1912 года был избран президентом Международного музыкального общества.
Участник Первой мировой войны. Служил лейтенантом пехотного полка, был ранен. Убит во время штурма немецких позиций под Марной.

## Творчество

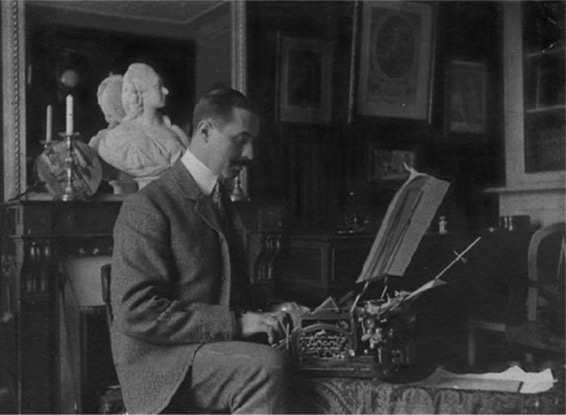
Ж. Экоршвиль. 1906 г.

Ж. Экоршвиль собрал и издал «Акты гражданского состояния музыкантов…» (1907) и составил каталог фонда старинной музыки Национальной библиотеки Франции (довёл его до 1750 года; т. 1-8, 1910—1914), явившиеся ценным материалом для изучения французской музыкальной культуры средних веков и Возрождения. Особый интерес у него вызывал ансамбль «Двадцать четыре скрипки короля»
Собрал уникальную коллекцию старинных книг и нот (в основном музыка средневековья и французская скрипичная школа). Часть своих средств потратил на коллекционирование старинных музыкальных инструментов и ценную музыкальную библиотеку, утерянную после его смерти в 1920 году.
Автор более 20 работ по музыковедению. Ему принадлежит ряд публикаций, в том числе «Двадцать оркестровых сюит XVII века» («Vingt suites d´orchestre du XVIIe siècle français: (1640—1670)», т. 1-2, 1906).

## Избранные публикации
- De Lulli ((sic)) a Rameau, 1690—1730 L’Esthetique Musicale, Paris 1906;
- Catalogue du Fonds de Musique ancienne de la BN, 1910-1914e.